# تيريزا أونه
تيريزا أونه (بالنرويجية البوكمول: Therese Aune)‏ هي مغنية وكاتبة غنائية نرويجية، ولدت في 3 مايو 1987 في أوسلو في النرويج.

## وصلات خارجية
- الموقع الرسمي